# The End of the Road (film 1913)
The End of the Road è un cortometraggio muto del 1913 diretto da William Robert Daly.

## Produzione
Il film fu prodotto dalla Victor Film Company

## Distribuzione
Distribuito dall'Universal Film Manufacturing Company, il film - un cortometraggio in due bobine - uscì nelle sale cinematografiche USA il 7 novembre 1913.